# Manderson
Manderson é uma cidade  localizada no estado norte-americano de Wyoming, no Condado de Big Horn.

## Demografia
Segundo o censo norte-americano de 2000, a sua população era de 104 habitantes.
Em 2006, foi estimada uma população de 102, um decréscimo de 2 (-1.9%).

## Geografia
De acordo com o United States Census Bureau tem uma área de
2,4 km², dos quais 2,2 km² cobertos por terra e 0,2 km² cobertos por água. Manderson localiza-se a aproximadamente 1186 m acima do nível do mar.

## Localidades na vizinhança
O diagrama seguinte representa as localidades num raio de 44 km ao redor de Manderson.